# Companhia Telefônica da Borda do Campo
Companhia Telefônica da Borda do Campo (CTBC) foi a empresa operadora de telefonia do sistema Telebras nas regiões do Grande ABC e Alto Tietê, que integram a Região Metropolitana de São Paulo, até o processo de privatização em julho de 1998.

## Origem

### Antecessora
Até a década de 50 a operação telefônica na região do ABC estava a cargo da empresa Companhia Telefônica Brasileira (CTB). Em 1954 Santo André contava com 700 telefones, São Bernardo do Campo com 400 e São Caetano do Sul com 360. Em Mauá e Ribeirão Pires existiam respectivamente 10 e 75 aparelhos.
A insuficiência do serviço telefônico entre essas cidades com São Paulo acarretava graves conseqüências econômicas para o ABC. As mais graves eram o impedimento da ampliação dos serviços públicos e privados e desestímulo à implantação de novas indústrias, trazendo como resultante a morosidade no crescimento da região.

### Criação da CTBC
Em 22 de março de 1954 é criada a Companhia Telefônica da Borda do Campo (CTBC) por iniciativa do Rotary Club de Santo André e de pessoas da sociedade local, com a finalidade de dar as cidades da região do ABC melhores serviços telefônicos do que os oferecidos pela sua antecessora.
Assim a CTBC obteve contratos de concessão dos serviços telefônicos das então cinco cidades do ABC. Para a prestação dos serviços foram construídos novos edifícios para as centrais telefônicas e, através de contrato assinado com a Ericsson, foi adquirido o equipamento mais avançado da época - as centrais telefônicas do tipo barras-cruzadas (crossbar) modelo ARF 101 - sendo pioneira na introdução desse tipo de sistema na América Latina, o que possibilitaria ligações diretas entre os assinantes da CTBC e os de São Paulo.
Em 30 de agosto de 1958, depois de quatro anos de muito trabalho, a CTBC entrava em operação com a inauguração de 4 mil terminais telefônicos em Santo André, 1,2 mil terminais em São Bernardo do Campo e 2 mil terminais em São Caetano do Sul, sendo desativados os terminais manuais da CTB. Pouco tempo depois foram inaugurados mais 200 terminais em Mauá e 200 terminais em Ribeirão Pires, num total de 7,6 mil terminais telefônicos instalados na região.
Ao mesmo tempo, para comunicações interurbanas com a Capital, a CTBC introduziu o sistema de discagem direta automática de longa distância através de cabos coaxiais, semelhante ao usado de Santos para São Paulo e, por conseguinte, o segundo a ser adotado no Brasil.
A partir daí a companhia não parou mais de crescer, e a área do ABC, em termos de telefonia, era a mais bem atendida do Brasil. Bem estruturada desde sua fundação e extremamente eficiente, era exemplo para o setor de telecomunicações do país, por isso autoridades a visitavam com frequência.

### Estatização
O Ministério das Comunicações estabeleceu como política básica para realização dos grandes planos de expansão a integração operacional nos estados, por isso em julho de 1973 a Telecomunicações de São Paulo (TELESP), credenciada como empresa-pólo no estado, assume o controle acionário da CTBC, mas mantém uma administração em separado sem incorporação.

## Expansão

### Incorporações
Em 1961 a cidade de Cubatão entra para a área de operação da empresa. Posteriormente os serviços telefônicos de Diadema e Rio Grande da Serra, cidades que se emanciparam em 1959 e 1964 respectivamente, também passam para o controle da CTBC.
O Decreto nº 64.944 de 06/08/1969 do presidente Costa e Silva autorizou a CTBC a adquirir o Serviço Telefônico de Suzano, que havia sido constituído anos antes para suprir a demanda reprimida naquela cidade, que contava com cerca de 140 terminais manuais operados anteriormente pela Companhia Telefônica Brasileira.
E em 1975, por estar operando serviços telefônicos na região do Alto Tietê, a CTBC passa a atender a cidade de Mogi das Cruzes, com a incorporação da Telefônica Mogi das Cruzes.

### Permutas CTBC / Telesp
A partir de janeiro de 1974, devido a permutas feitas entre a Telesp e a CTBC, inicia-se o processo de transferência das cidades da região do Alto Tietê para a operação da CTBC, a fim de racionalizar a utilização do sistema interurbano e acelerar a integração operacional na Grande São Paulo.
Dessa forma as operações dos serviços telefônicos de Ferraz de Vasconcelos, Poá, Itaquaquecetuba e Guararema (antiga concessão Companhia Telefônica Brasileira), Arujá, Biritiba Mirim, Igaratá, Salesópolis, Santa Branca e Santa Isabel (antiga concessão Companhia de Telecomunicações do Estado de São Paulo) e Jacareí (antiga concessão Telefônica Jacareí) foram transferidas para a administração da CTBC pela Telesp.
Em 1975 Cubatão passa a ser atendida pela Telesp pela conveniência de uma solução técnica global para a Baixada Santista.
Em setembro de 1979 as operações dos serviços telefônicos das cidades de Jacareí, Santa Branca e Salesópolis retornaram à Telesp por razões de facilidades operacionais, sendo que na década de 90 a cidade de Salesópolis voltou a ser atendida em definitivo pela CTBC.

## Estrutura operacional

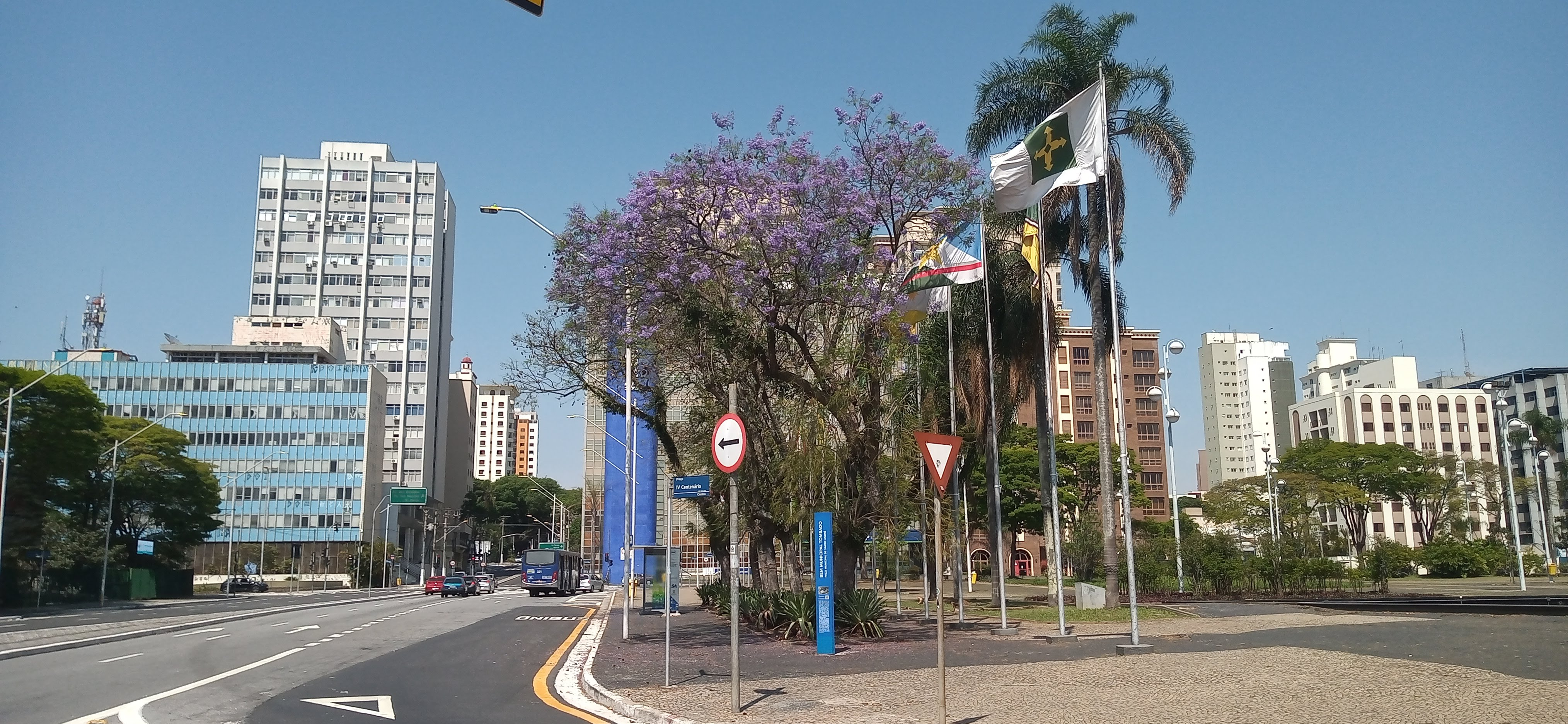
À esquerda sede administrativa da Av. Portugal.

### Sede administrativa
Sua primeira sede administrativa ficava na Rua Prefeito Justino Paixão, 40 - Centro - Santo André. Em 1º de julho de 1966 teve início a construção do novo edifício sede da CTBC, na Avenida Portugal, 375 - Centro - Santo André, sendo inaugurado em 27 de setembro de 1968.

### Presidentes
- 1958-1973: Oliver Tognato, enquanto empresa privada[17][16]
- 1973-1998: Arno Traeger, após o controle da empresa pela Telesp[17][36][16]

## Serviços

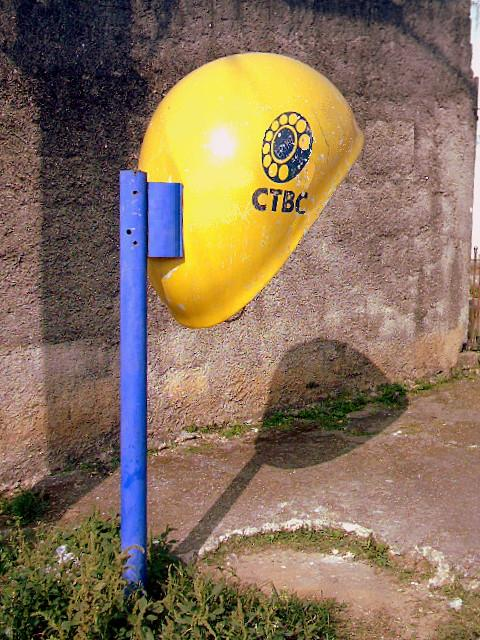
Orelhão com o último logotipo da CTBC.

### Telefonia fixa
Principais serviços prestados:
- Ligações locais, ligações interurbanas através de Discagem Direta a Distância (DDD) e ligações internacionais através de Discagem Direta Internacional (DDI)
- Discagem Direta a Ramal (DDR): serviço inaugurado em 1981, atendia condomínios e empresas de maior porte[37]
- Discagem Direta a Cobrar (DDC): serviço implantado na década de 80
- Discagem Direta Gratuita (DDG): serviço 0800, implantado na década de 80
- Facilidades das Centrais CPA: implantadas gradativamente a partir de 1987, oferecendo ao usuário novas facilidades de serviço telefônico até então inéditas, como atendimento simultâneo, bloqueador de chamadas, teleconferência, discagem abreviada, transferência de chamadas, serviço não perturbe, entre outros

### Telefones públicos
Os telefones públicos disponibilizados pela CTBC eram os conhecidos orelhões.

### Internet
- Internet discada
- Serviços de comunicação de dados

## Listas telefônicas

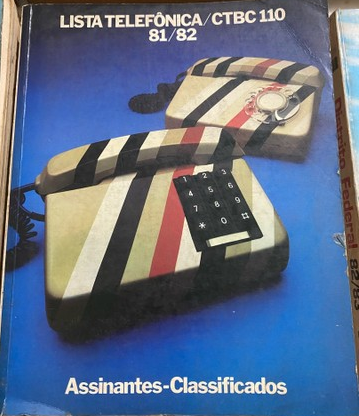
Lista Telefônica CTBC 110 - capa de série temática (1981).

A CTBC tinha contrato com a Editora LTP - Listas Telefônicas Paulista para a publicação de suas listas telefônicas oficiais. A partir da edição 1977 passaram a divulgar as mesmas séries temáticas da Telesp estampadas em suas capas.
E a partir da edição 1978 as listas telefônicas oficiais da CTBC foram padronizadas assim como as demais do país, cada uma com código nacional da Telebras e abrangência baseada nas áreas terciárias.
Para atender a nova regulamentação sobre edição de listas telefônicas foi feita licitação em 1984, e as listas da CTBC a partir da edição 84/85 passaram a ser publicadas pela Listel Listas Telefônicas.
Relação das listas telefônicas oficiais:
- 110-Grande ABC (Assinantes/Classificada)[46][47]
- 116-Grande ABC (Endereços)
- 122-Mogi das Cruzes e Região (Assinantes, Endereços e Classificada)[48]

## Terminais telefônicos
A CTBC operava pouco mais de 25 mil telefones no início de 1972, quantidade que estava praticamente estagnada desde 1968, ano em que houve uma quebra no ritmo da instalação de novos telefones pela empresa. Por isso a capacidade de tráfego de sua rede telefônica estava praticamente saturada.
Diante dessa situação foi lançado um plano de expansão em 1972, dobrando a quantidade de telefones até 1973, quando a CTBC já havia instalado cerca de 50 mil telefones em sua área de concessão, enquanto funcionava uma rede de quase 1 milhão de telefones no estado, ou seja, aproximadamente 5% do total de telefones.
Nesse mesmo ano, logo após o controle acionário assumido pela Telesp, a CTBC assinou um contrato com a Ericsson para a aquisição de 57 mil terminais telefônicos, dobrando mais uma vez a rede telefônica existente. No final da década já haviam sido instalados cerca de 157 mil terminais telefônicos.
| Ano  | Term. (mil) | Ampliação / Ativação (principais estações) |
| ---- | ----------- | --- |
| 1970 | 25,4        | Existentes - São Caetano "442" (6.000 T.) - São Bernardo "443" (5.000 T.) - Santo André "444" (10.000 T.) - Santa Terezinha "446" (2.800 T.) |
| 1971 | 27,1        | Ativação - Diadema "445" (1.000 T.) |
| 1972 | 30,9        | Ativação - Mauá "450" (1.400 T.) - Suzano "451" (1.000 T) - Rudge Ramos "457" (3.500 T.) - Ribeirão Pires "459" (1.000 T.) |
| 1973 | 49,0        | Ampliação - Santa Terezinha "446" (1.200 T.) Ativação - São Caetano "441" (4.000 T.) - Santa Terezinha "447" (800 T.) - São Bernardo "448" (3.000 T.) - Santo André "449" (6.000 T.) |
| 1975 | 55,5        | Ampliação - Diadema "445" (1.000 T.) - Ribeirão Pires "459" (1.000 T.) |
| 1976 | 100,9       | Ampliação - Diadema "445" (2.000 T.) - São Bernardo "448" (7.000 T.) - Santo André "449" (4.000 T.) - Suzano "451" (2.000 T) - Rudge Ramos "457" (4.500 T.) - Ribeirão Pires "459" (1.000 T.) |
| 1977 | 125,5       | Ampliação - Santa Terezinha "447" (5.200 T.) - Mauá "450" (3.600 T.) Ativação - Santo André "440" (10.000 T.) - São Bernardo "452" (5.000 T.) - São Caetano "453" (10.000 T.) |
| 1978 | 152,9       | Ampliação - São Caetano "441" (2.000 T.) - Santa Terezinha "447" (1.000 T.) - Mauá "450" (2.000 T.) - Suzano "451" (1.000 T) - Rudge Ramos "457" (2.000 T.) - Ribeirão Pires "459" (1.000 T.) Ativação - Santo André "454" (10.000 T.) - Rudge Ramos "455" (2.000 T.) - Diadema "456" (3.000 T.) |
| 1979 | 157,1       | Ampliação - Suzano "451" (1.000 T) - Diadema "456" (1.000 T.) Ativação - São Bernardo "458" (6.000 T.) |

Em 1984 eram mais de 240 mil terminais telefônicos instalados. No final da sua existência a empresa já havia dobrado essa quantidade, quando alcançou a marca de 500 mil terminais instalados. A CTBC tornou-se pioneira na implantação da rede óptica de assinantes e ativou serviços avançados de transmissão de dados. Com isso a empresa detinha, nas décadas de 80 e 90, os melhores índices de operação entre as empresas do sistema Telebrás.

## Centrais telefônicas

### Centrais manuais
Até a década de 70 haviam em operação centrais semi-automáticas (Piraporinha e Eldorado em Diadema, Vila Balneária e Riacho Grande em São Bernardo do Campo, Paranapiacaba em Santo André, Santa Izabel e Ouro Fino Paulista em Ribeirão Pires, Jardim Casqueiro em Cubatão, e Rio Grande da Serra), onde algumas foram substituídas por centrais automáticas, e outras desativadas e seus telefones ligados a central automática mais próxima.

### Centrais automáticas
As primeiras centrais telefônicas automáticas que a CTBC inaugurou foram Santo André (estação "44"), São Bernardo do Campo (estação "43") e São Caetano do Sul (estação "42") em 1958. No mesmo ano foram inauguradas as centrais satélites de Mauá (estação "44-7", alterada para "46-0"), e Ribeirão Pires (estação "44-9", alterada para "46-7").
As próximas a serem inauguradas foram a central satélite de Rudge Ramos (estação "42-7") em 1960, e as centrais automáticas de Cubatão (estação "6") em 1962 e Santa Terezinha (estação "46") em 1964.
Demorou quase uma década para a inauguração de mais uma central automática, desta vez em Diadema (estação "45") em 1971. No final de 1972, em substituição as centrais satélites, foram ativadas as novas centrais automáticas de Mauá (estação "450"), Ribeirão Pires (estação "459") e Rudge Ramos (estação "457"), e também foi inaugurada a central automática de Suzano (estação "451").
Em 1973, antes do início da implantação do DDD, foram inauguradas centrais automáticas em Santo André (estação "449"), São Bernardo do Campo (estação "448"), São Caetano do Sul (estação "441") e Santa Terezinha (estação "447").
Em 1977 foram inauguradas as centrais do plano de expansão 75/76: Santo André - prédio 2 (estação "440"), São Bernardo do Campo (estação "452") e São Caetano do Sul - prédio 2 (estação "453").
Depois foram inauguradas as centrais do plano de expansão 78/79: Santo André - prédio 2 (estação "454"), Rudge Ramos (estação "455") e Diadema (estação "456") em 1978, São Bernardo do Campo - prédio 2 (estação "458") em 1979, e a nova central de Suzano - prédio 2 (estação "476") no início de 1980, substituindo a central automática existente.
Já as centrais automáticas das cidades incorporadas pela CTBC foram inauguradas pelas operadoras anteriores: Ferraz de Vasconcelos, Poá, Guararema e Itaquaquecetuba pela Telesp, Arujá, Salesópolis e Santa Isabel pela Cotesp, e Mogi das Cruzes pela telefônica local. As únicas exceções foram as centrais automáticas de Biritiba Mirim (substituindo o P.S.) e de Igaratá (substituindo a central manual), inauguradas pela própria CTBC em 1977.
A cidade de Rio Grande da Serra, que compartilhava a central telefônica de Ribeirão Pires por facilidade técnica, teve sua própria central inaugurada apenas em 1981 (estação "410").
Em 1984 foram assinados os primeiros contratos para a aquisição de centrais de processamento armazenado (CPA's T), sendo as primeiras centrais digitais inauguradas em 1987.
Os prédios das centrais telefônicas são utilizados até hoje pela Vivo, mas são bens imóveis passíveis de reversão (bens reversíveis).

### Cortes de área
Os primeiros cortes de área nas cidades atendidas pela CTBC foram feitos no ano de 1984, com a inauguração das seguintes centrais:
- Vila Pires (prefixo "413") - corte de área da central Santo André[115][116]
- Parque Oratório (prefixo "415") - corte de área da central Santa Terezinha[117]
- Vila Paulicéia (prefixo "418") - corte de área da central Rudge Ramos[118]
- Assunção (prefixo "419") - corte de área da central São Bernardo do Campo

### Cooperativas rurais
Em dezembro de 1973, através de convênio com o governo do estado, surgiu em Mogi das Cruzes uma iniciativa pioneira para a implantação da telefonia rural pela CORTEMC (Cooperativa Rural de Telecomunicações de Mogi das Cruzes), visando solucionar o problema das comunicações entre os seus cooperados.
Isso só foi possível graças ao programa de telefonia rural que começou a ser desenvolvido ainda em 1972 pela Companhia de Telecomunicações do Estado de São Paulo, com projetos elaborados e executados pelo Departamento de Águas e Energia Elétrica - DAEE através de sistema cooperativo, sendo financiados em 10 anos para os cooperados pelo Banco de Desenvolvimento do Estado de São Paulo - BADESP.
Assim em 27 de outubro de 1975 foi inaugurado o primeiro sistema de telefonia rural no Brasil totalmente automático e integrável ao sistema DDD, com duas centrais telefônicas rurais (Cocuera e Pindorama) para atender 850 granjeiros, horticultores e fruticultores da região. As centrais telefônicas possuíam equipamento UDK (Philips-Inbelsa) de construção modular.
Em 1978 foi inaugurada em Santa Isabel mais uma central telefônica rural (Lambari), passando a cooperativa a atender no total 1.050 assinantes. Em outubro de 1991 todo o sistema foi integrado a rede da CTBC.

## Numeração telefônica
A partir da implantação das centrais telefônicas automáticas em 1958, em todas eram utilizadas os prefixos de dois dígitos (formato 4x-xxxx). Em outubro de 1972 eles foram substituídos por prefixos de três dígitos, onde foi adicionado o dígito 4 no início dos prefixos das centrais existentes (formato 44x-xxxx), sendo a partir de então utilizados prefixos iniciados por 41x, 44x, 45x, 71x, 74x e 75x na região do Grande ABC e por 46x, 47x e 77x na região do Alto Tietê.
Na década de 90 começaram a ser implantados os prefixos de quatro dígitos, iniciados por 76xx na região do Grande ABC e por 77xx na região do Alto Tietê. Por fim todos os prefixos de três e quatro dígitos foram alterados para 4xxx.

## Sistemas DDD/DDI

### Áreas terciárias e de tarifação
As cidades do Grande ABC faziam parte da área terciária de São Paulo (11), enquanto as cidades do Alto Tietê faziam parte da área terciária de Mogi das Cruzes (136). Mas para o sistema de chamadas interurbanas ambas integravam a área de tarifação de São Paulo (11), e da mesma forma possuíam numeração telefônica utilizando o código de área (011). Apesar das áreas terciárias do sistema de numeração não existirem mais, as áreas de tarifação permanecem as mesmas até os dias atuais.
Ocorreu somente uma mudança durante o período, quando a cidade de Salesópolis, que integrava a área terciária de São José dos Campos (123), em meados da década de 90 passou a integrar a área terciária de Mogi das Cruzes (136) e consequentemente a área de tarifação de São Paulo (11), com alterações no código de área - de (0123) para (011) - e no prefixo telefônico.

### Integração telefônica da Grande São Paulo
A integração telefônica da Grande São Paulo teve início em 1958 quando, para as comunicações interurbanas com a capital, a CTBC introduziu o sistema de discagem direta automática através de cabos coaxiais, sem auxílio de telefonistas, ligando as cidades do ABC a estação IU da capital, localizada no Edifício Sete de Abril, tratando-se de um sistema semelhante ao usado de Santos para São Paulo, inaugurado no mesmo ano pela CTB.
No início as ligações diretas só podiam ser feitas diretamente do ABC para a capital, pois no sentido inverso ainda necessitava do auxilio de telefonista, através do código (07).
As localidades do ABC faziam parte da "linha 4": São Caetano do Sul ("42"), Rudge Ramos ("42-7"), São Bernardo do Campo ("43"), Santo André ("44"), Diadema ("45"), Santa Terezinha ("46"), Mauá ("46-0") e Ribeirão Pires ("46-7"). Também faziam parte da "linha 4" Osasco ("48") e Guarulhos ("49").
Os prefixos das estações telefônicas da "linha 4" entre 1972 e 1973 foram substituídos por prefixos de três dígitos, onde foi adicionado mais um dígito 4 no início de cada prefixo, exceto em Guarulhos, padronizando com o sistema que já vinha sendo adotado na capital.
Foram as cidades da "linha 4" que constituíram a área terciária de São Paulo (11), e por consequência, na implantação do sistema de Discagem Direta à Distância (DDD) foram as primeiras que receberam o código de área (011) após a capital. Já no entorno da área terciária de São Paulo foram criadas as áreas terciárias de Santos (132), de Cotia (133), de Jundiaí (134) e de Mogi das Cruzes (136).
Com exceção a área terciária de Santos, que recebeu o código de área (0132), todas as cidades das áreas terciárias de Cotia, Jundiaí e Mogi das Cruzes receberam o código de área (011) no processo de implantação do sistema DDD, seguindo o Plano Nacional de Numeração Telefônica, aumentando de forma considerável o número de cidades da "linha 4", visando a integração telefônica da região.
Outro problema a ser resolvido era o número de operadoras atuando na Grande São Paulo. A fim de racionalizar a utilização do sistema interurbano e acelerar a integração operacional na Grande São Paulo, a operação telefônica da região seria dividida entre a CTB e a CTBC.
Por Decretos Federais em 1969 a cidade de Suzano tem a concessão transferida para a CTBC, e em 1970 as cidades de Poá, Carapicuíba, Pirapora de Bom Jesus, Santana de Parnaíba, Jandira, Itapevi, Barueri e Itapecerica  da Serra passam para a concessão da CTB. Em 1973 as concessões da CTB passam para a Telesp, empresa-pólo no estado que incorpora as demais operadoras.  
A partir de 1974 inicia-se o processo de transferência das cidades da área terciária de Mogi das Cruzes sob concessão da Telesp para a administração da CTBC, enquanto Mogi das Cruzes passa a ser atendida pela CTBC em 1975. Já as cidades das áreas terciárias de Cotia e Jundiaí continuaram sob operação da Telesp.
Em 1974 a cidade de Guarulhos é integrada na rede urbana de São Paulo. Dessa forma suas ligações para a capital passaram a ser diretas, sem auxilio de telefonista, e consideradas locais, não sendo interurbanas como as demais cidades da "linha 4", por isso suas centrais telefônicas passam a seguir a sequência de numeração da capital. O mesmo aconteceu com Osasco, que deixou de fazer parte da "linha 4" em 1979 e foi integrada na rede urbana de São Paulo.
As principais formas de comunicação interurbana eram as seguintes:
- a central IU da capital era conectada por cabos coaxiais à estação repetidora Tucuruvi, fazendo conexão com todo o Brasil através dos troncos microondas da Embratel
- a central IU da capital era conectada por cabos coaxiais à estação terminal instalada no terraço do Edifício Copan[157][158]
- a região do ABC, através da central trânsito de São Caetano do Sul,[159] e a área de Santos eram conectadas à central IU da capital e entre si por cabos coaxiais
- a cidade de Suzano era conectada à central trânsito de São Caetano do Sul por microondas[160]
- a cidade de Guarulhos e a área de Mogi das Cruzes eram conectadas à central IU da capital e entre si por cabos coaxiais
- a área de Cotia era conectada à central trânsito de Osasco por cabos coaxiais, que era conectada à estação terminal Copan por microondas[158]
- a área de Santos era conectada à estação terminal Copan por microondas, através da estação repetidora Paranapiacaba[158]
- a área de Jundiaí era conectada à estação repetidora Tucuruvi por microondas, através da estação repetidora Serra do Japi
- a área de Campinas era conectada à estação repetidora Tucuruvi por microondas, através da estação repetidora Cabreúva

As cidades foram integradas ao sistema DDD nos seguintes anos:
- 1969 - implantado somente o DDD de entrada em São Paulo
- 1970/1971 - implantado o DDD de saída em São Paulo, com inauguração oficial em julho de 1970 transmitida ao vivo para o país pela TV Tupi[163]

- 1973 - Diadema, Mauá, Ribeirão Pires, Rio Grande da Serra, Rudge Ramos e Suzano (fevereiro),[164] Santo André (junho),[165][166] Osasco (julho),[167] São Bernardo do Campo e São Caetano do Sul (outubro)[168]

- 1974 - Santa Terezinha (janeiro),[169] Itatiba - "entrada" (setembro),[170] Itu - "entrada", Salto - "entrada" e São Roque - "entrada" (novembro)[171]
- 1975 - Guarulhos (março), São Roque - "saída" (novembro), Franco da Rocha - "entrada"
- 1976 - Bragança Paulista (janeiro),[172] Poá (outubro), Ferraz de Vasconcelos (novembro), Barueri, Caieiras, Carapicuíba, Itaquaquecetuba e Jundiaí (dezembro)
- 1977 - Jandira e Salesópolis[173][174] (julho), Embú (setembro), Itu - "saída" (outubro), Cotia e Itapevi (dezembro),[175] São Lourenço da Serra
- 1978 - Mogi das Cruzes (janeiro),[176] Arujá (fevereiro),[177] Guararema (março),[178] Atibaia,[179] Santa Isabel[180] e Várzea Paulista (abril), Campo Limpo Paulista, Itatiba - "saída" e Taboão da Serra (maio), Itapecerica da Serra (junho),[181] Franco da Rocha - "saída" (julho), Mairinque (agosto), Francisco Morato (setembro), Mairiporã (outubro)
- 1979 - Biritiba Mirim e Igaratá (março)[182]
- 1980 - Embu-Guaçu,[183][184] Jordanésia, Parque Petrópolis
- 1981 - Bairro do Jacaré, Cabreúva, Campos de Mairiporã, Itupeva, Jardim Cinco Lagos, Joanópolis, Juquitiba, Piracaia,[185] Santana de Parnaíba, Terra Preta
- 1982 - Bom Jesus dos Perdões,[186] Jarinu, Parque Suísso, Pinhalzinho, Pirapora do Bom Jesus
- 1983 - Nazaré Paulista, Vargem Grande Paulista
- 1984 - Morungaba
- 1988 - Pedra Bela

Possuindo o mesmo código de área (011) todas as cidades passaram a fazer parte do DDD Regional, que permitia ligações diretas e sem códigos. Apesar dessa facilidade as ligações da área da capital (São Paulo, Guarulhos e Osasco) com as cidades da "linha 4", e dessas cidades entre si ou para a área de São Paulo eram interurbanas.

## Área de cobertura: região do Grande ABC
| Central telefônica                 | Inst.    | Pref.          | Inst. DDD | DDD | Pref.  | Pref. atual |
| ---------------------------------- | -------- | -------------- | --------- | --- | ------ | ----------- |
| Diadema                            | 1971     | 445 (ant.45)   | 1973      | 011 | 445    | 4055        |
| Diadema                            | 1978     |                | 1978      | 011 | 456    | 4056        |
| Diadema                            | (déc.90) |                |           | 011 | 713    | 4043        |
| Diadema                            | (déc.90) |                |           | 011 | 749    | 4048        |
| Diadema                            | (déc.90) |                |           | 011 | 7640   | 4044        |
| Diadema (Eldorado)                 | 1981     |                | 1981      | 011 | 445-5  | 4049        |
| Diadema (Eldorado)                 | (déc.90) |                |           | 011 | 7644   | 4059        |
| Diadema (Piraporinha)              | 1986     |                | 1986      | 011 | 745    | 4075        |
| Diadema (Piraporinha)              | (déc.90) |                |           | 011 | 746    | 4065        |
| Diadema (Casa Grande)              | (déc.90) |                |           | 011 | 746    | 4066        |
| Diadema (Casa Grande)              | (déc.90) |                |           | 011 | 7647   | 4066        |
| Mauá                               | 1958     | 450 (ant.46-0) | 1973      | 011 | 450    | 4514        |
| Mauá                               | 1987     |                | 1987      | 011 | 416    | 4516        |
| Mauá                               | (déc.90) |                |           | 011 | 755    | 4545        |
| Mauá                               | (déc.90) |                |           | 011 | 7630   | 4541        |
| Mauá (Papa João XXIII)             | (déc.90) |                |           | 011 | 747    | 4547        |
| Mauá (Papa João XXIII)             | (déc.90) |                |           | 011 | 7631   | 4542        |
| Mauá (Papa João XXIII)             | (déc.90) |                |           | 011 | 7632   | 4512        |
| Mauá (Assis Brasil)                | (déc.90) |                |           | 011 | 7633   | 4513        |
| Mauá (Assis Brasil)                | (déc.90) |                |           | 011 | 7634   | 4544        |
| Mauá (Assis Brasil)                | (déc.90) |                |           | 011 | 7635   | 4555        |
| Mauá (Jardim Itapeva)              | (déc.90) |                |           | 011 | 7636   | 4576        |
| Mauá (Jardim Itapeva)              | (déc.90) |                |           | 011 | 7637   | 4577        |
| Mauá (Jardim Itapeva)              | (déc.90) |                |           | 011 | 7638   | 4578        |
| Mauá (Sônia Maria)                 | (déc.90) |                |           | 011 | 7639   | 4549        |
| Ribeirão Pires                     | 1958     | 459 (ant.46-7) | 1973      | 011 | 459    | 4828        |
| Ribeirão Pires                     | (déc.90) |                |           | 011 | 742    | 4822        |
| Ribeirão Pires                     | (déc.90) |                |           | 011 | 7621   | 4823        |
| Ribeirão Pires                     | (déc.90) |                |           | 011 | 7627   | 4827        |
| Ribeirão Pires (Ouro Fino)         | 1981     |                | 1981      | 011 | 459-0  | 4828        |
| Ribeirão Pires (Ouro Fino)         | (déc.90) |                |           | 011 | 7621-9 | 4823        |
| Ribeirão Pires (Ouro Fino)         | (déc.90) |                |           | 011 | 7627-0 | 4827        |
| Ribeirão Pires (Vila Santa Isabel) | 1981     |                | 1981      | 011 | 459-9  | 4828        |
| Ribeirão Pires (Vila Santa Isabel) | (déc.90) |                |           | 011 | 7627-9 | 4827        |
| Rio Grande da Serra                | 1981     |                | 1973      | 011 | 410    | 4820        |
| Santo André                        | 1958     | 444 (ant.44)   | 1973      | 011 | 444    | 4436        |
| Santo André                        | 1973     | 449            | 1973      | 011 | 449    | 4438        |
| Santo André                        | 1977     |                | 1977      | 011 | 440    | 4990        |
| Santo André                        | 1978     |                | 1978      | 011 | 454    | 4994        |
| Santo André                        | 1982     |                | 1982      | 011 | 412    | 4992        |
| Santo André                        | (déc.90) |                |           | 011 | 7610   | 4437        |
| Santo André (Santa Terezinha)      | 1964     | 446 (ant.46)   | 1974      | 011 | 446    | 4996        |
| Santo André (Santa Terezinha)      | 1973     | 447            | 1974      | 011 | 447    | 4997        |
| Santo André (Vila Metalúrgica)     | 1981     |                | 1981      | 011 | 447-0  | 4997        |
| Santo André (Camilópolis)          | 1981     |                | 1981      | 011 | 447-8  | 4997        |
| Santo André (Vila Pires)           | 1984     |                | 1984      | 011 | 413    | 4453        |
| Santo André (Vila Pires)           | 1987     |                | 1987      | 011 | 717    | 4451        |
| Santo André (Vila Pires)           | (déc.90) |                |           | 011 | 710    | 4452        |
| Santo André (Parque Oratório)      | 1984     |                | 1984      | 011 | 415    | 4472        |
| Santo André (Parque Oratório)      | 1987     |                | 1987      | 011 | 716    | 4479        |
| Santo André (Parque Oratório)      | (déc.90) |                |           | 011 | 714    | 4478        |
| Santo André (Parque Oratório)      | (déc.90) |                |           | 011 | 7600   | 4401        |
| Santo André (Campestre)            | (déc.90) |                |           | 011 | 712    | 4421        |
| Santo André (Homero Thon)          | (déc.90) |                |           | 011 | 7601   | 4458        |
| Santo André (Utinga)               | (déc.90) |                |           | 011 | 7603   | 4461        |
| Santo André (Utinga)               | (déc.90) |                |           | 011 | 7604   | 4463        |
| Santo André (DDR)                  | 1981     |                | 1981      | 011 | 411    | 4456        |
| Santo André (DDR)                  | (déc.90) |                |           | 011 | 715    | 4435        |
| Santo André (DDR)                  | (déc.90) |                |           | 011 | 719    | 4428        |
| Paranapiacaba                      | (déc.90) |                |           | 011 | 718    | 4439        |
| São Bernardo                       | 1958     | 443 (ant.43)   | 1973      | 011 | 443    | 4330        |
| São Bernardo                       | 1973     | 448            | 1973      | 011 | 448    | 4125        |
| São Bernardo                       | 1977     |                | 1977      | 011 | 452    | 4122        |
| São Bernardo                       | 1979     |                | 1979      | 011 | 458    | 4123        |
| São Bernardo                       | 1983     |                | 1983      | 011 | 414    | 4121        |
| São Bernardo                       | (déc.90) |                |           | 011 | 7670   | 4331        |
| São Bernardo (Rudge Ramos)         | 1960     | 457 (ant.42-7) | 1973      | 011 | 457    | 4368        |
| São Bernardo (Rudge Ramos)         | 1978     |                | 1978      | 011 | 455    | 4367        |
| São Bernardo (Rudge Ramos)         | (déc.90) |                |           | 011 | 7664   | 4362        |
| São Bernardo (Assunção)            | 1984     |                | 1984      | 011 | 419    | 4109        |
| São Bernardo (Assunção)            | 1987     |                | 1987      | 011 | 451    | 4351        |
| São Bernardo (Assunção)            | (déc.90) |                |           | 011 | 752    | 4344        |
| São Bernardo (Assunção)            | (déc.90) |                |           | 011 | 7686   | 4356        |
| São Bernardo (Vila Paulicéia)      | 1984     |                | 1984      | 011 | 418    | 4178        |
| São Bernardo (Vila Paulicéia)      | (déc.90) |                |           | 011 | 758    | 4173        |
| São Bernardo (Vila Paulicéia)      | (déc.90) |                |           | 011 | 7660   | 4361        |
| São Bernardo (Castelo Branco)      | (déc.90) |                |           | 011 | 751    | 4343        |
| São Bernardo (Castelo Branco)      | (déc.90) |                |           | 011 | 7682   | 4392        |
| São Bernardo (Demarchi)            | (déc.90) |                |           | 011 | 753    | 4347        |
| São Bernardo (Demarchi)            | (déc.90) |                |           | 011 | 7684   | 4396        |
| São Bernardo (Planalto)            | (déc.90) |                |           | 011 | 759    | 4341        |
| São Bernardo (Planalto)            | (déc.90) |                |           | 011 | 7680   | 4399        |
| São Bernardo (Ferrazópolis)        | (déc.90) |                |           | 011 | 756    | 4127        |
| São Bernardo (Bairro Alvarenga)    | (déc.90) |                |           | 011 | 7689   | 4358        |
| São Bernardo (DDR)                 | (déc.90) |                |           | 011 | 740    | 4346        |
| São Bernardo (DDR)                 | (déc.90) |                |           | 011 | 748    | 4128        |
| São Bernardo (DDR)                 | (déc.90) |                |           | 011 | 754    | 4174        |
| São Bernardo (DDR)                 | (déc.90) |                |           | 011 | 7677   | 4345        |
| Riacho Grande                      | 1975     |                | 1975      | 011 | 443-6  | 4354        |
| Riacho Grande                      | 1987     |                | 1987      | 011 | 451-9  | 4101        |
| São Caetano                        | 1958     | 442 (ant.42)   | 1973      | 011 | 442    | 4224        |
| São Caetano                        | 1973     | 441            | 1973      | 011 | 441    | 4221        |
| São Caetano                        | 1977     |                | 1977      | 011 | 453    | 4229        |
| São Caetano                        | 1984     |                | 1984      | 011 | 744    | 4228        |
| São Caetano                        | (déc.90) |                |           | 011 | 7690   | 4227        |
| São Caetano (Santa Maria)          | 1987     |                | 1987      | 011 | 417    | 4220        |
| São Caetano (Santa Maria)          | (déc.90) |                |           | 011 | 741    | 4231, 4234  |
| São Caetano (Santa Maria)          | (déc.90) |                |           | 011 | 743    | 4238        |
| São Caetano (Santa Maria)          | (déc.90) |                |           | 011 | 7695   | 4232        |

Terminais telefônicos em serviço por município:
| Município             | DDD | 1988  | 1989  | 1990  | 1991  | 1992   | 1993   | 1994   | 1995   | 1996   | 1997   | 1998   |
| --------------------- | --- | ----- | ----- | ----- | ----- | ------ | ------ | ------ | ------ | ------ | ------ | ------ |
| Diadema               | 011 | 17092 | 17188 | 20621 | 21023 | 22980  | 23347  | 23928  | 26950  | 37533  | 48108  | 57901  |
| Mauá                  | 011 | 13056 | 13866 | 14399 | 14362 | 14262  | 14179  | 14205  | 15932  | 23470  | 32467  | 42223  |
| Ribeirão Pires        | 011 | 7719  | 7809  | 7893  | 7929  | 7884   | 8953   | 9406   | 11783  | 13551  | 15037  | 18812  |
| Rio Grande da Serra   | 011 | 574   | 578   | 582   | 585   | 579    | 693    | 836    | 1771   | 1807   | 1874   | 2285   |
| Santo André           | 011 | 85554 | 93514 | 97506 | 98035 | 107088 | 110637 | 113992 | 117128 | 128827 | 147602 | 167104 |
| São Bernardo do Campo | 011 | 78153 | 79353 | 80104 | 79919 | 91455  | 93539  | 96614  | 103172 | 115031 | 132094 | 157221 |
| São Caetano do Sul    | 011 | 32544 | 33266 | 35593 | 36223 | 38625  | 40571  | 41718  | 42550  | 46583  | 52139  | 57693  |

## Área de cobertura: região do Alto Tietê
| Central telefônica               | Inst.    | Pref.   | Inst. DDD | DDD | Pref.            | Pref. atual |
| -------------------------------- | -------- | ------- | --------- | --- | ---------------- | ----------- |
| Arujá                            | 1971     | s/pref. | 1978      | 011 | 466              | 4655        |
| Arujá (Arujazinho)               | 1987     |         | 1987      | 011 | 465              | 4654        |
| Biritiba Mirim                   | 1977     | s/pref. | 1979      | 011 | 462              | 4692        |
| Ferraz de Vasconcelos            | 1974     | 467     | 1976      | 011 | 467              | 4674        |
| Ferraz de Vasconcelos            | (déc.90) |         |           | 011 | 774              | 4675        |
| Guararema                        | 1975     | s/pref. | 1978      | 011 | 475              | 4693, 4695  |
| Igaratá                          | 1977     | s/pref. | 1979      | 011 | 773 (ant.473)    | 4658        |
| Itaquaquecetuba                  | 1974     | 464     | 1976      | 011 | 464              | 4640        |
| Itaquaquecetuba                  | (déc.90) |         |           | 011 | 771              | 4647        |
| Itaquaquecetuba (Jd. Industrial) | (déc.90) |         |           | 011 | 771              | 4648        |
| Itaquaquecetuba (Vila Japão)     | (déc.90) |         |           | 011 | 775              | 4645        |
| Mogi das Cruzes                  | 1964     | s/pref. | 1978      | 011 | 469              | 4799        |
| Mogi das Cruzes                  | 1981     |         | 1981      | 011 | 468              | 4798        |
| Mogi das Cruzes                  | (déc.90) |         |           | 011 | 7770             | 4726        |
| Mogi das Cruzes                  | (déc.90) |         |           | 011 | 7785             | 4725        |
| Mogi das Cruzes (Ponte Grande)   | 1984     |         | 1984      | 011 | 460              | 4790        |
| Mogi das Cruzes (Brás Cubas)     | 1987     |         | 1987      | 011 | 461              | 4727        |
| Mogi das Cruzes (Brás Cubas)     | (déc.90) |         |           | 011 | 470              | 4721        |
| Mogi das Cruzes (Brás Cubas)     | (déc.90) |         |           | 011 | 7782-2           | 4722        |
| Mogi das Cruzes (Jd. São Pedro)  | (déc.90) |         |           | 011 | 7787-6           | 4761        |
| Mogi das Cruzes (DDR)            | (déc.90) |         |           | 011 | 7771             | 4798        |
| Mogi das Cruzes (DDR)            | (déc.90) |         |           | 011 | 7779             | 4797        |
| Taiaçupeba                       | (déc.90) |         |           | 011 | 474-4            | 4724        |
| Taiaçupeba                       | (déc.90) |         |           | 011 | 470-0            | 4724        |
| Biritiba-Ussú                    | (déc.90) |         |           | 011 | 7787-1           | 4792        |
| Sabaúna                          | (déc.90) |         |           | 011 | 7787-9           | 4761        |
| Sabaúna                          | (déc.90) |         |           | 011 | 7788             | 4792        |
| Cocuera (rural)                  | 1975     |         | 1975      | 011 | 474-1            | 4797        |
| Cocuera (rural)                  | (déc.90) |         |           | 011 | 7787-2           | 4792        |
| Pindorama (rural)                | 1975     |         | 1975      | 011 | 474-2            | 4794        |
| Pindorama (rural)                | (déc.90) |         |           | 011 | 7782-1           | 4722        |
| Poá                              | 1973     | 463     | 1976      | 011 | 463              | 4638        |
| Poá                              | (déc.90) |         |           | 011 | 772              | 4634, 4636  |
| Salesópolis                      | 1968     | s/pref. | 1977      | 011 | 776 (ant.76)     | 4696        |
| Vila dos Remédios                | 1989     |         | 1989      | 011 | 776-5 (ant.76-5) | 4696        |
| Santa Isabel                     | 1971     | s/pref. | 1978      | 011 | 472              | 4656        |
| Lambari (rural)                  | 1978     |         | 1978      | 011 | 471              | desativ.    |
| Suzano                           | 1972     | 451     | 1973      | 011 | 476 (ant.451)    | 4746        |
| Suzano                           | 1987     |         | 1987      | 011 | 477              | 4747        |
| Suzano                           | (déc.90) |         |           | 011 | 478              | 4748        |
| Suzano                           | (déc.90) |         |           | 011 | 7700             | 4742, 4745  |
| Suzano (Palmeiras)               | (déc.90) |         |           | 011 | 478-0            | 4748        |
| Suzano (Vila Emília)             | (déc.90) |         |           | 011 | 779              | 4749        |
| Suzano (DDR)                     | (déc.90) |         |           | 011 | 7701             | 4741        |

Terminais telefônicos em serviço por município:
| Município             | DDD | 1988  | 1989  | 1990  | 1991  | 1992  | 1993  | 1994  | 1995  | 1996  | 1997  | 1998  |
| --------------------- | --- | ----- | ----- | ----- | ----- | ----- | ----- | ----- | ----- | ----- | ----- | ----- |
| Arujá                 | 011 | 2521  | 2970  | 2994  | 3016  | 2979  | 2970  | 4776  | 4829  | 6521  | 6567  | 7072  |
| Biritiba Mirim        | 011 | 456   | 576   | 597   | 598   | 607   | 613   | 965   | 1023  | 1040  | 1048  | 1117  |
| Ferraz de Vasconcelos | 011 | 2780  | 2983  | 3008  | 3008  | 2996  | 3003  | 4065  | 4187  | 4937  | 4961  | 13336 |
| Guararema             | 011 | 979   | 997   | 998   | 994   | 1016  | 1027  | 1522  | 1593  | 1916  | 1983  | 2025  |
| Igaratá               | 011 | 256   | 278   | 282   | 282   | 292   | 307   | 323   | 333   | 349   | 365   | 389   |
| Itaquaquecetuba       | 011 | 3450  | 3544  | 3615  | 3612  | 3584  | 3711  | 5670  | 5851  | 7096  | 7243  | 16147 |
| Mogi das Cruzes       | 011 | 19880 | 20586 | 22132 | 23418 | 23263 | 24442 | 25748 | 26133 | 35942 | 47031 | 55011 |
| Poá                   | 011 | 2911  | 3009  | 3006  | 3006  | 3023  | 3872  | 3970  | 4824  | 6154  | 8254  | 11594 |
| Salesópolis           | 011 | 601   | 593   | 593   | 761   | 796   | 795   | 1592  | 1590  | 1569  | 1598  | 1638  |
| Santa Isabel          | 011 | 1533  | 1826  | 1972  | 1977  | 1971  | 2022  | 2015  | 2022  | 3547  | 3574  | 3649  |
| Suzano                | 011 | 9005  | 9261  | 10448 | 10481 | 10687 | 10887 | 11130 | 14680 | 24906 | 27247 | 30993 |

## Fim da empresa
Após o controverso processo de privatização em julho de 1998 foi adquirida juntamente com a Telesp pela empresa espanhola Telefónica, formando a Telefônica Brasil, que em 2012 adotou a marca Vivo para suas operações de telefonia fixa.